# Бейтар (футбольный клуб, Иерусалим)
«Бейтар» (ивр. מועדון כדורגל בית"ר ירושלים‎; Moadon hAkaduregel Beitar Yerushalayim, сокр. от ивр. בְּרִית יוֹסֵף טרוּמְפֶּלְדוֹר‎, союз Иосифа Трумпельдора) — израильский футбольный клуб из Иерусалима, выступающий в чемпионате Израиля и принадлежащий к спортивному обществу «Бейтар». Клуб был основан в 1936 году, а с 1970-х годов входит в десятку самых популярных в израильском футболе.
Шестикратный чемпион Израиля, семикратный обладатель Кубка Израиля, двукратный обладатель Суперкубка Израиля, трёхкратный обладатель Кубка Тото.
Команда обычно играет в желто-черной форме. Домашним стадионом команды с 1991 года является стадион Тедди, расположенный в районе Малха в Иерусалиме и вмещающий 31 733 мест. До стадиона Тедди команда в первые годы своего существования играла на стадионе YMCA.
Бейтар Иерусалим — первая команда в истории израильского футбола, которая участвовала в европейских турнирах, совместно с Хапоэль Беэр-Шева, когда играла в Кубке Интертото в сезоне 1976/1977.
По состоянию на август 2022 года клуб принадлежит бизнесмену Бараку Абрамову.

## История

### Ранняя история
Футбольный клуб «Бейтар» был основан в 1936 году Давидом Хореном; в иврите название клуба представляет собой аббревиатуру, расшифровывающуюся как «Союз Иосифа Трумпельдора». Многие игроки команды относились к крайне-националистическим подпольным организациям «Эцель» и «Лехи». Из-за ареста одного из лидеров отрядов клуб был расформирован и создан вновь лишь семь лет спустя. В 1954 году команда впервые поднялась в высший дивизион чемпионата Израиля, но из-за слабой игры в том же сезоне уже вернулась обратно во второй дивизион, в котором пробыла до сдвоенного сезона 1966/68.

### 1970-е гг.
В 1970-е годы с приходом Ури Мальмильяна из юношей в основной состав, команда начала завоёвывать себе статус топ-клуба в израильском футболе. С помощью выросших в клубе игроков, таких, как вратарь Йосси Мизрахи, защитники Йосси Хахам и Ицхак Жано и тройка полузащитников Виктор Леви, Дани Нойман и Ури Мальмильян, прозванная тогда «Шоколад-Мента-Мастик», как существовавший в то время популярный женский поп-коллектив, команде удалось в первый раз за всё время её существования стать обладателем Кубка Израиля в 1976 году. В том же году клуб изменил свои цвета с бело-голубого на чёрно-жёлтый. В 1979 году под руководством тренера Шимона Шенара команда завоёвывает Кубок Израиля во второй раз. В те же 1970-е годы иерусалимский «Бейтар» становится ведущей командой города, воспользовавшись спадом другого клуба — «Хапоэля».

### 1980-е гг. Первое чемпионство
В 1980-е годы клуб вновь опускается во второй дивизион, но возвращается уже через год. С 1984 по 1986 год два сезона подряд команда выигрывала Кубок Израиля, вначале под руководством тренера Давида Швайцера, а затем Дрора Каштана.
В сезоне 86/87 впервые в истории «Бейтар» выиграл чемпионат Израиля. Среди игроков той команды были Йосси Мизрахи, Эли Охана, Ури Мальмильян, Ханан Азулаи, Яаков Шварц, Сами Малька, Ави Коэн и Шломо Ширази. По окончании сезона Эли Охана покинул команду, перебравшись в бельгийский «Мехелен».

### 1990-е гг. Дальнейшее успех на национальном уровне
В сезоне 1990/91 клуб снова вылетел во второй дивизион. Клуб страдал от нехватки средств и базировался на молодых игроках из своей школы. В том же году в «Бейтар» вернулся его бывший председатель Моше Дадаш, который первым делом, найдя спонсора в лице известного режиссёра Йорама Глобуса, вернул обратно из «Мехелена» Эли Охану, который, несмотря на успешную карьеру в Европе, решил помочь родному клубу. По окончании сезона «Бейтар» возвратился в Лигат а-Аль. На следующий год команда во второй раз выиграла чемпионат страны с тренером Дрором Каштаном.
В сезонах 96/97 и 1997/98 годов «Бейтар» два сезона подряд побеждает в чемпионате Израиля.

### 2000-е гг. Покупка Гайдамаком. Пятое и шестое чемпионство
В середине первого десятилетия двадцать первого века клуб приобрёл израильский миллиардер, выходец из СССР Аркадий Гайдамак. В клуб были вложены значительные суммы денег, коренным образом обновлён состав, сменены один за другим несколько тренеров. В результате клуб убедительно выиграл два чемпионата Израиля (2006/07 и 2007/08) и Кубок Израиля в сезоне 2007/08, однако на международной арене ему не удалось добиться существенных успехов. В дальнейшем финансирование клуба Гайдамаком было прекращено, однако команда сумела закончить сезон 2008/09 на третьем месте и второй раз подряд завоевать Кубок Израиля. В 2009 году контроль над командой перешёл к израильско-американскому предпринимателю бразильского происхождения Гуме Агияру.

### 2013—2022. Годы нестабильности
В 2013 году, после исчезновения Агияр, контроль над командой перешёл к израильскому предпринимателю Эли Табиб.
В 2018 году Табиб продал свой акции к предпринимателю, Моше Хогег.
14 мая 2018 года руководство ФК «Бейтар» сообщило о своём намерении добавить к названию команды фамилию действующего президента США Дональда Трампа. Клуб будет носить полное название «Бейтар Трамп Иерусалим».
1 декабря 2021 года, на фоне бури ареста владельца команды Моше Хогге в рамках расследования о источники финансов, а также периода неопределенности будущего команды после этого дела и заявлений Хогге о том, что он не будет вкладывать деньги в клуб, главный тренер Эрвин Куман ушел из команды. После отставки Ирвина, тренер молодёжного клуба и бывшего игрока клуба Йосси Мизрахи на шестой срок назначили тренером взрослой команды. 26 января 2022 года тренер Йосси Мизрахи ушел из команды из-за отсутствия успеха, кроме того, клуб расторг контракты трех легионеров в рамках плана сокращения, причем они были освобождены в одностороннем порядке, но позже один из них был возвращен в клуб. В тени периода неопределенности среди болельщиков сформировался протест против владельца Хогге и его поведения по поводу его отсутствия инвестиций в команду, и они даже пришли к нему домой, а перед домом его родителей и его сестры также проводились акции протеста.
3 февраля 2022 года бывший игрок клуба Йосси Абукис был назначен тренером команды на один сезон. После назначения Абоксиса тренером команды результаты немного стабилизировались, но до конца сезона 2021/2022 команда заняла десятое место в лиге, и это в тени неопределенности в отношении управления группой и владельца, объявившего об уходе. Кроме того, после окончания сезона бывший игрок Эли Охана, который был профессиональным менеджером и председателем, закончил свою должность после окончания контракта. Позже ряд акций протеста болельщиков клуба прошел возле дома владельца клуба «Хогга» с целью оказания на него давления с для продаже клуба. 26 июня 2022 года, ассоциация болельщиков «Бейтар» подписала с Хогге проект контракта на покупку у него команды, когда по плану ассоциация должна собрать 12 миллионов шекелей, чтобы завершить сделку, но 1 июля 2022 г. было объявлено, что израильская полиция запрещает продажу команды другим сторонам, с целью обеспечения конфискации средств и/или предотвращения контрабанды активов Моше Хогга из-за подозрений против него. При этом переговоры о покупке клуба велись между Моше Хоггом и Бараком Абрамовым, когда известно, что эти двое знают друг друга из делового мира и как личные друзья.

### 2022. Покупка Абрамова
11 августа 2022, Барак Абрамов, ранее владелец ФК «Бней Йегуда» Тель-Авив, был одобрен Футбольной ассоциацией и Комитетом по передаче прав, и сразу после этого команда перенесла свой бюджет на сезон 2022/2023 в Премьер-лигу. На должности гендиректор клуба был назначен Кфир Эдри вместо Муни Броша, и команда была усилена рядом талантливых молодых игроков, некоторые из которых были в аренде, наряду с иностранцев, и костяком, оставшимся от предыдущего сезонов. Абоксис оставался тренером команды.

## Достижения
- Чемпион Израиля (6): 1986/87, 1992/93, 1996/97, 1997/98, 2006/07, 2007/08
- Обладатель Кубка Израиля (8): 1975/76, 1978/79, 1984/85, 1985/86, 1988/89, 2007/08, 2008/09, 2022/23

Финалист Кубка Израиля (5): 1974/75, 1998/99, 1999/00, 2017/18, 2024/25
- Обладатель Кубка Тото: 1997/98, 2009/10
- Обладатель Суперкубка Израиля: 1976, 1986

## Выступления в еврокубках
| Сезон   | Турнир              | Раунд                         | Соперник            | Дома   | В гостях | Общий счёт |  |
| ------- | ------------------- | ----------------------------- | ------------------- | ------ | -------- | ---------- |  |
| 1993/94 | Лига чемпионов УЕФА | Квалификационный раунд        | Зимбру              | 2:0    | 1:1      | 3:1        |  |
| 1993/94 | Лига чемпионов УЕФА | Первый раунд                  | Лех                 | 2:4    | 0:3      | 2:7        |  |
| 1995    | Кубок Интертото     | Группа 10                     | Шарлеруа            | 0:1    | -        | 5-е        |  |
| 1995    | Кубок Интертото     | Группа 10                     | Бурсаспор           | -      | 0:2      | 5-е        |  |
| 1995    | Кубок Интертото     | Группа 10                     | Кошице              | 3:5    | -        | 5-е        |  |
| 1995    | Кубок Интертото     | Группа 10                     | Уимблдон            | -      | 0:0      | 5-е        |  |
| 1996/97 | Кубок УЕФА          | Предварительный раунд         | Флориана            | 3:1    | 5:1      | 8:2        |  |
| 1996/97 | Кубок УЕФА          | Квалификационный раунд        | Будё-Глимт          | 1:5    | 1:2      | 2:7        |  |
| 1997/98 | Лига чемпионов УЕФА | Первый квалификационный раунд | Силекс              | 3:0    | 0:1      | 3:1        |  |
| 1997/98 | Лига чемпионов УЕФА | Второй квалификационный раунд | Спортинг (Лиссабон) | 0:0    | 0:3      | 0:3        |  |
| 1997/98 | Кубок УЕФА          | Первый раунд                  | Брюгге              | 2:1    | 0:3      | 2:4        |  |
| 1998/99 | Лига чемпионов УЕФА | Первый квалификационный раунд | Б-36                | 4:1    | 1:0      | 5:1        |  |
| 1998/99 | Лига чемпионов УЕФА | Второй квалификационный раунд | Бенфика (Лиссабон)  | 4:2    | 0:6      | 4:8        |  |
| 1998/99 | Кубок УЕФА          | Первый раунд                  | Рейнджерс           | 1:1    | 2:4      | 3:5        |  |
| 2000/01 | Кубок УЕФА          | Предварительный раунд         | ВИТ Джорджия        | 1:1    | 3:0      | 4:1        |  |
| 2000/01 | Кубок УЕФА          | Первый раунд                  | ПАОК                | 3:3    | 1:3      | 4:6        |  |
| 2006/07 | Кубок УЕФА          | Второй отборочный раунд       | Динамо (Бухарест)   | 1:1    | 0:1      | 1:2        |  |
| 2007/08 | Лига чемпионов УЕФА | Второй квалификационный раунд | Копенгаген          | 1:1(д) | 0:1      | 1:2        |  |
| 2008/09 | Лига чемпионов УЕФА | Второй квалификационный раунд | Висла (Краков)      | 2:1    | 0:5      | 2:6        |  |
| 2015/16 | Лига Европы УЕФА    | Первый квалификационный раунд | Ордабасы            | 2:1    | 0:0      | 2:1        |  |
| 2015/16 | Лига Европы УЕФА    | Второй квалификационный раунд | Шарлеруа            | 1:4    | 1:5      | 2:9        |  |
| 2016/17 | Лига Европы УЕФА    | Первый квалификационный раунд | Слобода (Тузла)     | 1:0    | 0:0      | 1:0        |  |
| 2016/17 | Лига Европы УЕФА    | Второй квалификационный раунд | Омония (Никосия)    | 1:0    | 2:3      | 3:3(г)     |  |
| 2016/17 | Лига Европы УЕФА    | Третий квалификационный раунд | Елгава              | 3:0    | 1:1      | 4:1        |  |
| 2016/17 | Лига Европы УЕФА    | Плей-офф раунд                | Сент-Этьен          | 1:2    | 0:0      | 1:2        |  |
| 2017/18 | Лига Европы УЕФА    | Первый квалификационный раунд | Вашаш               | 4:3    | 3:0      | 7:3        |  |
| 2017/18 | Лига Европы УЕФА    | Второй квалификационный раунд | Ботев (Пловдив)     | 1:1    | 0:4      | 1:5        |  |
| 2018/19 | Лига Европы УЕФА    | Первый квалификационный раунд | Чихура              | 1:2    | 0:0      | 1:2        |  |
| 2020/21 | Лига Европы УЕФА    | Первый квалификационный раунд | Теута               |        |          | 0:2        |  |